# Green Run
Der Green Run ist ein geheimes Experiment von Anfang Dezember 1949 am Hanford Site im US-Bundesstaat Washington, das in der Freisetzung einer großen Menge von Radioaktivität bestand.
Beim Green Run wurden absichtlich 200 bis 440 TBq Jod-131 und noch deutlich größere Mengen Xenon-133 freigesetzt. Es sollte geklärt werden, ob von Aufklärungsflugzeugen der United States Air Force entsprechende Freisetzungen durch einen Kriegsgegner rechtzeitig entdeckt werden können, bevor vorrückende eigene Streitkräfte gefährdet würden.
Das Experiment wurde der Öffentlichkeit erst im Jahr 1986 bekannt gemacht. Dabei blieben viele Einzelheiten weiterhin geheim. Der Experte für Strahlenschutz Carl C. Gamertsfelder machte publik, er habe aus Gründen der externen Risiken der Freisetzung vom Experiment abgeraten. Dies sei jedoch von den Verantwortlichen nicht berücksichtigt worden. Die Medien berichteten später über Klagen bezüglich erhöhter Krebs-Sterblichkeit bei Menschen sowie einer Zunahme von Missbildungen vor allem bei Tieren der Region. Untersuchungen zu den Folgen wurden bis 240 Kilometer von Hanford Site entfernt durchgeführt.